# Fuerza y Corazón por México
Fuerza y Corazón por México fue una coalición electoral mexicana formada por el Partido Acción Nacional (PAN), el Partido Revolucionario Institucional (PRI) y el Partido de la Revolución Democrática (PRD) para las elecciones de México de 2024.También formaron parte de la coalición algunos partidos políticos locales como el Partido Sinaloense (Sinaloa), Unidad Democrática de Coahuila (Coahuila), Nueva Alianza (Estado de México y Yucatán), Redes Sociales Progresistas (Morelos), el Pacto Social de Integración (Puebla), el Partido de Renovación Sudcaliforniana y el Partido Humanista (Baja California Sur).

## Historia

### Antecedentes

Alianza electoral previa

Va por México fue una alianza electoral conformada por el Partido Acción Nacional (PAN), el Partido Revolucionario Institucional (PRI) y el Partido de la Revolución Democrática (PRD), los cuales compitieron en las elecciones de 2021, de 2022 y las de 2023.

### Frente político

Logo del bloque político

El lunes 26 de junio del 2023, en conferencia de prensa, los dirigentes del Partido Acción Nacional (PAN), del Partido Revolucionario Institucional (PRI) y del Partido de la Revolución Democrática (PRD), anunciaron la creación de un bloque político construido con la finalidad de alcanzar objetivos políticos y sociales compartidos de índole no electoral, mediante acciones y estrategias específicas y comunes, tal y como lo señala el artículo 85 de la Ley General de Partidos Políticos.
El domingo 9 de julio formalizaron el bloque político ante el Instituto Nacional Electoral.

### Coalición electoral

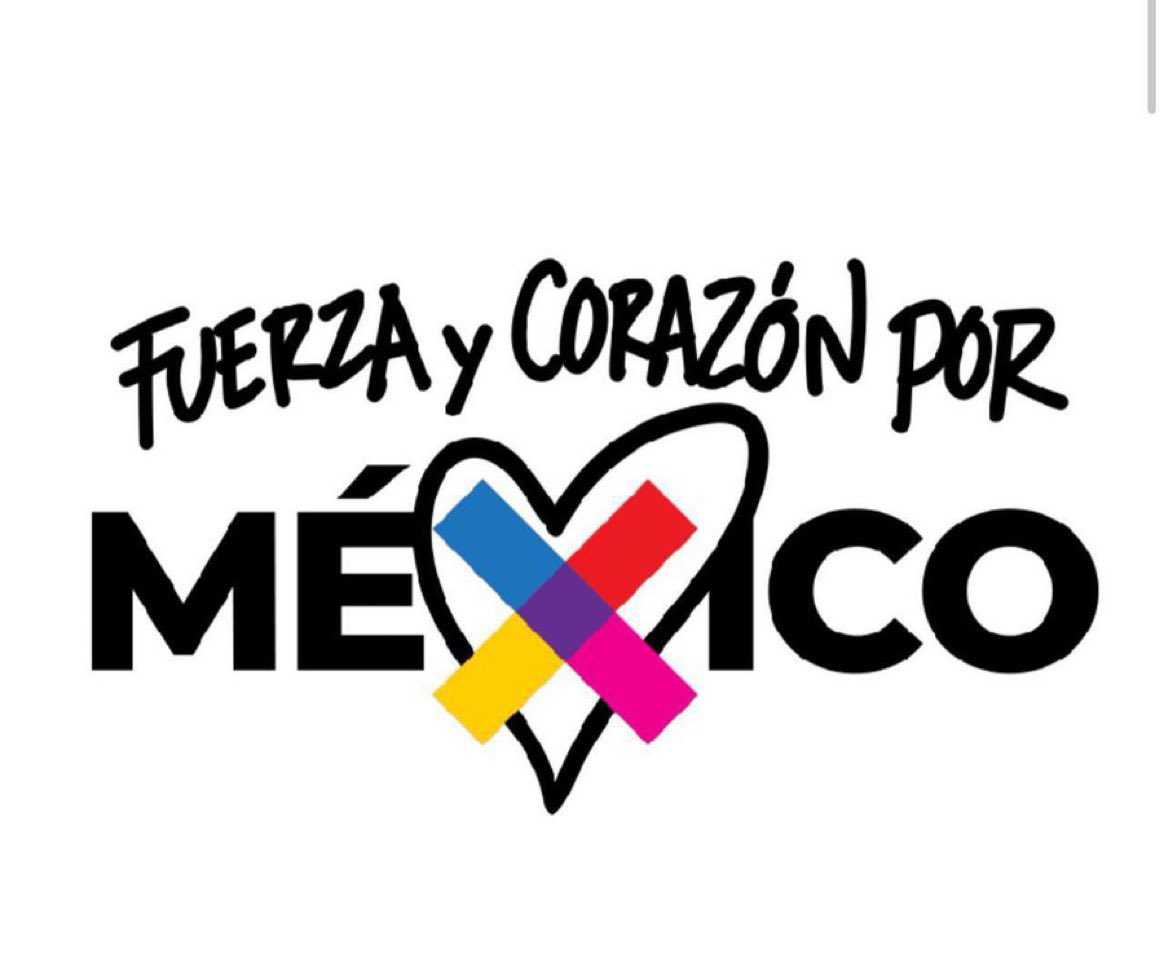
Logo oficial de la coalición

El martes 21 de noviembre, se registró ante el INE, la coalición denominada Fuerza y Corazón por México, derivado del trabajo del Frente Amplio por México.

## Plataforma política
De acuerdo al Programa de gobierno 2024-2030 y a su Plataforma política electoral presentada ante el Instituto Nacional Electoral, entre sus principales ejes de acción e ideológicos se encuentran: el desarrollo humano integral y justicia social; la seguridad y justicia; la economía competitiva; el desarrollo sustentable; el fortalecimiento de la democracia; y el multilaterismo en cuanto a política exterior.
En cuanto a políticas de Estado de Derecho, llama a la renovación de un pacto federal, a impulsar el federalismo y el pluralismo político e ideológico. Así también al establecimiento de elecciones primarias en candidaturas presidenciales y gubernaturas. En el ámbito económico, buscan fortalecer la economía social de mercado y apostar por las inversiones público-privadas. Busca implementar la Agenda 2030 de la ONU para el tema de medio ambiente y energías limpias. Respecto a seguridad, la propuesta es alejar a la Guardia Nacional de la militarización, con mandos civiles.
En el tema de políticas sociales, la implementación de un ingreso básico dirigido a personas en situación de pobreza extrema, una red nacional de escuelas de tiempo completo con políticas enfocadas en educación y salud; y políticas de igualdad de género. Se busca ordenar los movimientos migratorios en el país y atender la movilidad social. Por último, en cuanto a salud, retomar la construcción de un sistema universal de salud tras la eliminación del Seguro Popular.

## Proceso interno

### Procesos locales
El otrora frente comunicó que para designar precandidatos adoptará la medida del Instituto Nacional Electoral de paridad de género.
| Cargo            | Proceso electoral                                 | Precandidato seleccionado        |
| ---------------- | ------------------------------------------------- | -------------------------------- |
| Jefe de Gobierno | Elecciones locales de la Ciudad de México de 2024 | Santiago Taboada Cortina         |
| Gobernador       | Elecciones estatales de Chiapas de 2024           | Olga Luz Espinosa Morales        |
| Gobernador       | Elecciones estatales de Guanajuato de 2024        | Libia García Muñoz Ledo          |
| Gobernador       | Elecciones estatales de Jalisco de 2024           | Laura Haro Ramírez               |
| Gobernador       | Elecciones estatales de Morelos de 2024           | Lucía Meza Guzmán                |
| Gobernador       | Elecciones estatales de Puebla de 2024            | Eduardo Rivera Pérez             |
| Gobernador       | Elecciones estatales de Tabasco de 2024           | Lorena Beaurregard de los Santos |
| Gobernador       | Elecciones estatales de Veracruz de 2024          | José Francisco Yunes Zorrilla    |
| Gobernador       | Elecciones estatales de Yucatán de 2024           | Renán Barrera Concha             |

## Elecciones

### Elecciones federales

Distritos electorales en que la coalición postula candidatos:
Candidato postulado por el PAN (113)
Candidato postulado por el PRI (111)
Candidato postulado por el PRD (70)
Sin candidato de coalición (6)

Originalmente la coalición electoral anunció que en la elección federal no participarán juntos en Guanajuato y Oaxaca, pero el 23 de enero de 2024 Ruben Moreira anunció que la coalición competirá en todos los estados de la república.
Para la Cámara de Senadores, el PRI postulará a 14 candidaturas en la primera fórmula. El PAN en 13 y el PRD en tres. Mientras que en candidaturas de segunda fórmula, el PRI tendrá candidaturas en 12 estados, el PAN en 10, y el PRD en 8.
Originalmente para la Cámara de Diputados postularían candidatos en 253 distritos electorales, donde el PAN postulará 98, el PRI 96 y el PRD 59. Pero el 23 de enero de 2024 Ruben Moreira anunció que la coalición competiría en 294 distritos electorales de 300 distritos, donde el PAN postulará 114, el PRI 112 y el PRD 68.

## Resultados electorales

### Presidencia de México
| Elección estatal    | Nombre de coalición                           | Partidos nacionales | Partidos nacionales | Partidos nacionales | Partidos locales |
| 2024                | 2024                                          | 2024                | 2024                | 2024                | 2024             |
| ------------------- | --------------------------------------------- | ------------------- | ------------------- | ------------------- | ---------------- |
| Aguascalientes      | Fuerza y Corazón por Aguascalientes           |                     |                     |                     |                  |
| Baja California     | Sin coalición                                 | Sin coalición       | Sin coalición       | Sin coalición       | Sin coalición    |
| Baja California Sur | Juntos por Baja California Sur                |                     |                     |                     |                  |
| Campeche            | Fuerza y Corazón por Campeche                 |                     |                     |                     |                  |
| Chiapas             | Fuerza y Corazón por Chiapas                  |                     |                     |                     |                  |
| Chihuahua           | Juntos por el Bien de Chihuahua               |                     |                     |                     |                  |
| Ciudad de México    | Va por la CDMX                                |                     |                     |                     |                  |
| Coahuila            | Alianza Ciudadana por la Seguridad            |                     |                     |                     |                  |
| Colima              | Fuerza y Corazón por Colima                   |                     |                     |                     |                  |
| Durango             | Fuerza y Corazón por Durango                  |                     |                     |                     |                  |
| Estado de México    | Fuerza y Corazón por el EDOMEX                |                     |                     |                     |                  |
| Guanajuato          | Fuerza y Corazón por Guanajuato               |                     |                     |                     |                  |
| Guerrero            | Fuerza y Corazón por Guerrero                 |                     |                     |                     |                  |
| Hidalgo             | Fuerza y Corazón por Hidalgo                  |                     |                     |                     |                  |
| Jalisco             | Fuerza y Corazón por Jalisco                  |                     |                     |                     |                  |
| Michoacán           | Fuerza y Corazón por Michoacán                |                     |                     |                     |                  |
| Morelos             | Dignidad y Seguridad por Morelos, Vamos Todos |                     |                     |                     |                  |
| Nayarit             | Fuerza y Corazón por Nayarit                  |                     |                     |                     |                  |
| Nuevo León          | Fuerza y Corazón por Nuevo León               |                     |                     |                     |                  |
| Oaxaca              | Fuerza y Corazón por Oaxaca                   |                     |                     |                     |                  |
| Puebla              | Mejor Rumbo para Puebla                       |                     |                     |                     |                  |
| Querétaro           | Fuerza y Corazón por Querétaro                |                     |                     |                     |                  |
| Quintana Roo        | Fuerza y Corazón por Quintana Roo             |                     |                     |                     |                  |
| San Luis Potosí     | Fuerza y Corazón por San Luis                 |                     |                     |                     |                  |
| Sinaloa             | Fuerza y Corazón por Sinaloa                  |                     |                     |                     |                  |
| Sonora              | Fuerza y Corazón por Sonora                   |                     |                     |                     |                  |
| Tabasco             | Fuerza y Corazón por Tabasco                  |                     |                     |                     |                  |
| Tamaulipas          | Fuerza y Corazón por Tamaulipas               |                     |                     |                     |                  |
| Tlaxcala            | Fuerza y Corazón por Tlaxcala                 |                     |                     |                     |                  |
| Veracruz            | Fuerza y Corazón por Veracruz                 |                     |                     |                     |                  |
| Yucatán             | Unidos Gana Yucatán                           |                     |                     |                     |                  |
| Zacatecas           | Fuerza y Corazón por Zacatecas                |                     |                     |                     |                  |
| 2025                |                                               |                     |                     |                     |                  |
| Durango             | Unidad y Grandeza por Durango                 |                     |                     |                     |                  |

|  | 16.04 % |

|  | 27.45 % |

|  | 9.54 % |

|  | 1.86 % |

### Cámara de Senadores
|  | 16.84 % |

|  | 30.00 % |

|  | 10.88 % |

|  | 2.27 % |

### Cámara de Diputados
|  | 16.90 % |

|  | 30.48 % |

|  | 11.14 % |

|  | 2.44 % |

### Gubernaturas
|  | 38.85 % |

|  | 12.06 % |

|  | 51.21 % |

|  | 16.13 % |

|  | 30.93 % |

|  | 32.81 % |

|  | 4.17 % |

|  | 31.77 % |

|  | 42.16 % |